# ヒース・ミラー (アメリカンフットボール)
ヒース・ミラー（Heath Miller 1982年10月22日- ）はバージニア州リッチランズ出身の元アメリカンフットボール選手。現役時代は一貫してNFLのピッツバーグ・スティーラーズに在籍した。ポジションはタイトエンド。

## 経歴

### プロ入りまで
高校時代はクォーターバックとしてプレーし母校を初めての州選手権に導いたが15-25で敗れた。ファーストダウンやタッチダウンを獲得する能力から彼は"Big Money"と呼ばれた。バージニア大学にも当初はクォーターバックとして入ったが1年次にタイトエンドにコンバートされた。大学時代はサウスカロライナ大学戦でパトリック・エステスに投げたパスが唯一である。1年次、彼はカンファレンスの新人記録となる9タッチダウンをあげた。2年次から3年間先発タイトエンドとしてプレーし、2002年から2004年まで3年連続アトランティック・コースト・カンファレンスのタイトエンドとしてレシーブ1位となった。2年次にはカンファレンスのタイトエンドとしては新記録の70回のパスキャッチで835ヤードを獲得、3年次の2004年にはジョン・マッキー賞を受賞すると共にオールアメリカンに選抜された。これはバージニア大学史上2人目の選抜であった。
3シーズンで彼はカンファレンスのタイトエンドとしては新記録となる144回のキャッチで1703ヤードを獲得、20タッチダウンをあげた。大学史上でも歴代2位のレシーブ数、歴代7位のレシーブ獲得ヤード、歴代4位のタッチダウンレシーブをあげた。また100ヤード以上獲得したのが3試合、33試合中32試合でパスを1回以上捕球した。学業では社会学を専攻した。

### NFL
2005年のNFLドラフト1巡目全体30位でピッツバーグ・スティーラーズに指名されて入団した。1年目のシーズン、彼は4試合で5タッチダウンを挙げる活躍を見せて最優秀新人攻撃選手の候補にもなり、最終的には39回のキャッチで459ヤードを獲得、6タッチダウンをあげた。この年チームは第40回スーパーボウルを制したがディビジョナルプレーオフのAFC第1シードインディアナポリス・コルツ戦では3回のレシーブで61ヤード、1タッチダウンをあげる活躍を見せて21-18の勝利に貢献した。
2006年の開幕戦では3回のキャッチで101ヤードを獲得したが、この試合で彼があげた87ヤードのタッチダウンはタイトエンドとしては1974年以来となるビッグプレーであった。また87ヤードのタッチダウンレシーブはスティーラーズの本拠地、ハインツ・フィールドでのプレーとしては歴代最長のものであった。このプレーをリプレイで見ると1ヤードライン上でアウト・オブ・バーンズに出ているかのようにも見えたがマイアミ・ドルフィンズのヘッドコーチ、ニック・セイバンはこのプレーに対してチャレンジはしなかった。この年彼は34回のキャッチで393ヤードを獲得、5タッチダウンをあげた。
2007年、この年新オフェンスコーディネーターとなったブルース・エリアンスの3タイトエンドと呼ばれるシステムの恩恵も受けて、自己ベストとなる47回のキャッチで566ヤードを獲得、7タッチダウンをあげた。
2008年は48回のキャッチで514ヤードを獲得、翌2009年1月11日、サンディエゴ・チャージャーズとのディビジョナルプレーオフでは第3Qにベン・ロスリスバーガーからのパスを受けてタッチダウン、35-24の勝利に貢献した。2月の第43回スーパーボウルでは5回のキャッチで57ヤードを獲得、チームはアリゾナ・カージナルスを破り彼は2つ目のスーパーボウルリングを手に入れた。同年7月29日にチームと6年間3,530万ドル（1,250万ドルのサインボーナスを含む）の契約を結んだ。2010年1月25日、第44回スーパーボウルに出場するインディアナポリス・コルツのダラス・クラークの代わりとして初めてプロボウルに選ばれた。2010年シーズンにはハインズ・ウォードと共にチームメートからオフェンスのキャプテンに選ばれている。
2012年、第3週のオークランド・レイダース戦では2TDをあげた。第16週のシンシナティ・ベンガルズ戦で前十字靭帯を損傷、手術を受けるため、最終週は欠場した。この年71キャッチで816ヤード、8TDをあげた。
2015年シーズンで現役を退いた。

## 人物
パスキャッチ能力に優れており、サイズのミスマッチを利用してレッドゾーンでのパスターゲットとして重宝されている。また優れたランブロッカーでもある。
現役時代はスティーラーズ選手の中でも屈指の人気を誇り、パスをキャッチするたびに観客席から「ヒース!」のコールが沸き起こるのが恒例となっていた。
ミラーとともにプレーしたクォーターバックのベン・ロスリスバーガーは、2016年のシーズン前キャンプに、ミラーの背番号であった「83」が記されたユニフォームを着て参加した。「（ミラーのあとを継ぐタイトエンドは）ミラーのようになろうとする必要はないんだ。私たちがやろうとしてもできないことをやっていたのだから」とも語っている。